# Ascalaphus minutus
Ascalaphus minutus is een insect uit de familie van de vlinderhaften (Ascalaphidae), die tot de orde netvleugeligen (Neuroptera) behoort. 
Ascalaphus minutus is voor het eerst wetenschappelijk beschreven door Tjeder in 1986.